# Колтан-Нур
Колтан-Нур (Колтан Нур, Превражное, Колтак-Нур) — пересыхающее бессточное солёное озеро на территории Адыковского и Комсомольского сельских муниципальных образований Черноземельского района Калмыкии. Входит в состав Меклетинского заказника.
Относится к бессточным территориям междуречья Терека, Дона и Волги Западно-Каспийского бассейнового округа. Площадь — 9,12 км². Входит в систему Состинских озёр.

## Физико-географическая характеристика
Озеро расположено в 30 километрах к северо-западу от посёлка Комсомольский. Состоит из двух частей: западной, вытянутой с запада на восток, и восточной, вытянутой с северо-запада на юго-восток, соединённых узким проливом. В районе перешейка озеро пересекает автодорога Яшкуль — Комсомольский — Артезиан.
Озеро расположено в зоне резко континентального, полупустынного климата. В условиях значительного испарения роль дождевых осадков в водном режиме озера не велика.
Общая минерализация — 252,5 г/л, кислотность — 7,3 pH. Летом температура воды достигает 30—31,5 °C.

## Туризм
В 2019 году в окрестностях озера организован экологический маршрут «Меклетинские розовые озера».

## Источник
- Атлас Республики Калмыкия, ФГУП «Северо-Кавказское аэрогеодезическое предприятие», Пятигорск, 2010 г., стр. 170